# トワイライト・イン・オリンポス
『トワイライト・イン・オリンポス』（Twilight in Olympus）は、アメリカ合衆国のプログレッシブ・メタル・バンド、シンフォニー・エックスが1998年に発表したスタジオ・アルバム。

## 概要
シンフォニー・エックスの4作目のスタジオ・アルバムで、トーマス・ミラーが参加した最後のアルバム。また、ジェイソン・ルロはレコーディング直前である1997年8月に一旦脱退しているため本作には参加していないが、次回作で復帰している。
前作ではグルーヴ・メタルとネオクラシカルメタルの融合に成功していたが、本作はプログレッシブ・メタル的方向性に舵を切り、壮大で荘厳な楽曲が多い。

## 楽曲と歌詞の引用
「スモーク・アンド・ミラーズ」は、第2コーラス後の間奏でヨハン・ゼバスティアン・バッハの ミサ曲ロ短調（Kyrie eleison）（1749）を引用している。
「ソナタ」はルートヴィヒ・ヴァン・ベートーヴェンの ピアノ・ソナタ第8番（悲愴）（1799年）の第2楽章の一部を含む。
「スルー・ザ・ルッキング・グラス」のテーマは、ルイス・キャロルの小説『不思議の国のアリス』（1865年）の続編『鏡の国のアリス』（1871年）に基づいている。
「オリオン-ザ・ハンター」は、シンフォニー・エックスのセルフタイトル・デビューアルバム（1994年）に収録されている「ザ・レイジング・シーズン」の歌詞を含んでいる。
ベーシストのトーマス・ミラーによれば、「レイディー・オブ・ザ・スノウ」は日本の民話に登場する雪女にインスパイアされたという。マイケル・ロメオによると、バンドは新曲の調性や音階のアイデアを表す音楽的・歌詞的テーマを探していて、トーマス・ミラーが雪の貴婦人の物語を提案したため、歌詞に反映させ楽曲が制作された。

## 収録曲
| #         | タイトル                                                                   | 作詞                                                 | 作曲                                         | 時間  |
| --------- | -------------------------------------------------------------------------- | ---------------------------------------------------- | -------------------------------------------- | ----- |
| 1.        | 「Smoke and Mirrors」(スモーク・アンド・ミラーズ)                          | マイケル・ロメオ, ラッセル・アレン, トーマス・ミラー | ロメオ, ミラー                               | 6:08  |
| 2.        | 「Church of the Machine」(チャーチ・オブ・ザ・マシーン)                    | Symphony X                                           | Symphony X                                   | 8:57  |
| 3.        | 「Sonata」(ソナタ)                                                         | (インストゥルメンタル)                               | ルートヴィヒ・ヴァン・ベートーヴェン, ロメオ | 1:25  |
| 4.        | 「In the Dragon's Den」(イン・ザ・ドラゴンズ・デン)                        | Symphony X                                           | ロメオ, ミラー, ピネーラ                     | 3:58  |
| 5.        | 「Through the Looking Glass"」(スルー・ザ・ルッキング・グラス - "Part III) | ロメオ, ミラー                                       | ロメオ, ミラー, ピネーラ                     | 13:06 |
| 6.        | 「The Relic」(ザ・レリック)                                                | アレン,ミラー                                        | ロメオ, ミラー, ピネーラ                     | 5:03  |
| 7.        | 「Orion - The Hunter」(オリオン-ザ・ハンター)                              | アレン,ミラー                                        | ロメオ, ミラー                               | 6:56  |
| 8.        | 「Lady of the Snow」(レイディー・オブ・ザ・スノウ)                         | アレン,ミラー                                        | ロメオ, ピネーラ                             | 7:07  |
| 合計時間: | 合計時間:                                                                  | 合計時間:                                            | 合計時間:                                    | 52:40 |

## 参加ミュージシャン
- ラッセル・アレン (ボーカル)
- マイケル・ロメオ (ギター)
- トーマス・ミラー (ベース)
- トーマス・ウォーリング[2] (ドラムス)
- マイケル・ピネーラ (キーボード)